# Сан-Мартинью-даш-Шанш
Сан-Мартинью-даш-Шанш (порт. São Martinho das Chãs)  —  район (фрегезия) в Португалии,  входит в округ Визеу. Является составной частью муниципалитета  Армамар. По старому административному делению входил в провинцию Траз-уж-Монтиш и Алту-Дору. Входит в экономико-статистический  субрегион Доуру, который входит в Северный регион. Население составляет 726 человек на 2001 год. Занимает площадь 7,21 км².